# Скала, Юрий Васильевич
Юрий Васильевич Скала (рум. Iurie Scala, укр. Юрій Васильович Скала; 12 апреля 1965) — советский, украинский и молдавский футболист. Выступал за сборную Молдавии.

## Карьера

### Клубная
Был в заявке киевского СКА, одесского СКА и «Черноморца», однако дебютировал впервые в «Текстильщике» из Тирасполя. Далее играл за «Нистру», «Новатор». В 1988 году вернулся в «Текстильщик», однако вскоре перешёл в Нефтяник из Ферганы. В 1990 году выступал за «Факел» и «Кяпаз», откуда перебрался в клуб «Тигина-Апоэль». В 1992 году играл за тернопольскую «Нива», откуда перешёл в «Буджак». В 1994 году перешёл в российский клуб «Лада», за который в чемпионате России дебютировал 9 апреля того же года в выездном матче 6-го тура против московского «Динамо». Далее играл за «Ладу» (Черновцы), «Динамо» (Лос-Анджелес) и «Конструкторул». Клубную карьеру завершал в «Буковине».

### В сборной
С 1992 выступал за национальную сборную Молдавии, в составе которой провёл 7 матчей.

## Личная жизнь
Брат близнец — Алексей, также профессиональный футболист. С 2000 года они живут в США и тренируют детскую команду, также занимаются бизнесом, связанным с недвижимостью. Обладают тренерской лицензией А.